# Рольдан, Фернандо
Викто́р Луи́с Ферна́ндо Рольда́н Ка́мпос (исп. Víctor Luis Fernando Roldán Campos; 15 октября 1921, Чили — 23 июня 2019) — чилийский футболист, игравший на позиции защитника, участник чемпионата мира (1950).

## Биография

### Клубная карьера
Рольдан в течение 13 сезонов играл за «Универсидад Католика», в составе которого выигрывал чемпионские титулы в 1949 и 1954 годах. Рольдан был частью команды, которая в 1956 году выигрывала также Второй дивизион.
В этом же клубе в 1960 году Рольдан завершил карьеру игрока в возрасте 39 лет.

### Карьера в сборной
В составе сборной Чили Рольдан принимал участие на чемпионате мира 1950 года, на котором сыграл два матча со сборными Англии и Испании; оба матча завершились поражениями чилийцев со счётом 2:0.
В составе сборной Чили принимал участие на чемпионате Южной Америки 1953 года, на котором чилийцы заняли итоговое четвёртое место. Всего за сборную Чили сыграл 17 матчей, в которых не забил ни одного мяча.

### Смерть
Скончался 23 июня 2019 года в возрасте 97 лет.

## Достижения
«Универсидад Католика»
- Чемпион Чили (2): 1949, 1954
- Чемпион Примеры B Чили (1): 1956